# Симбиоза (психология)
 Тази статия е за психологическото понятие Симбиоза.  За понятието от биологията вижте  симбиоза.  
Симбиозата (на гръцки: syn/sym) в психологията описва определени форми на зависимост между хората.

## Отношения между майка и дете според психоанализата
Психоанализата счита симбиозата между майка и дете за един нормален стадий от развитието на човека.
През 1945 година австро-американският психоаналитик и изследовател на кърменето Рене Шпиц описва симбиозата в отношенията между майка и дете. По-късно това прави и унгарският лекар Маргарет Малер. Те определят, че началото на тази симбиозна фаза е във втория месец от живота, част от оралната фаза. В този период детето е тялом и духом зависимо от майката. Новороденото не прави разлика между вън и вътре, между себе си и околните, между себе си и майката. То смята майката за част от неговата личност, за нещо неделим като симбиозна връзка с нея.
Майката трябва да е съпричастна към нуждите на детето и да се грижи за тяхното задоволяване, тъй като то все още няма съзнание. Тези връзки между майка и дете полагат основите на по-късните отношения между тях. Симбиозният период при нормално развитие приключва в 5-ия до 6-ия месец. Детето настъпва в последната фаза на отделяне от майката и започва да гради своята индивидуалност като самостоятелно човешко същество.
В по-новата литература симбиозата е определяна по-скоро като отклонение от едно нормално развитие на отношенията между майка и дете. Резултатите от изследванията на периода на кърмене, в специалност тези на Даниел Стърн, показват, че е възможно кърмачетата да се чувстват като индивидуални личности, отделени от майката, в много по-ранен период.